# طراحی ایرانی

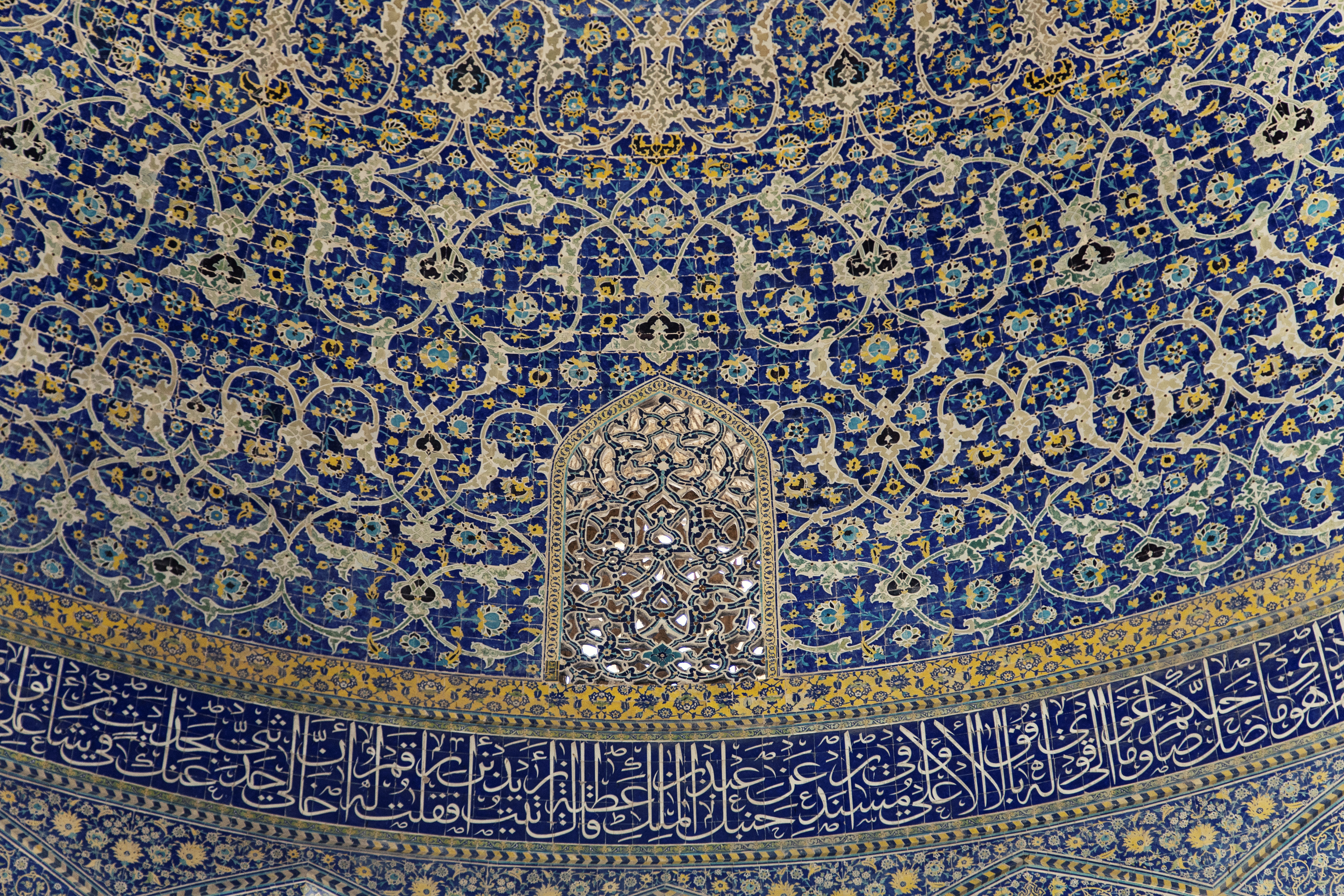
طراحی و کاشی کاری سقف مسجد امام شهر اصفهان

طراحی ایرانی [طراحی سنتی] (به انگلیسی: Persian Design). اصطلاحی برای توصیف گونه‌ای بازنمایی تصویری یا نقش‌آفرینی در حوزهٔ فرهنگ ایرانی است که به سبب خصوصیات معنایی، صوری و فنی خود، از فرهنگ‌های دیگر متمایز می‌شود. طراحی، در مجموعهٔ کامل هنرهای ایران، از فرش ایرانی گرفته تا نقاشی، تذهیب، صنایع دستی (از جمله سفال‌گری، پارچه‌بافی، فلزکاری)، معماری، شهرسازی و حتی خط و خوشنویسی، نهفته و جزء لاینفک آنهاست. در واقع آثار هنری در این رشته‌ها به کمک طراحی شکل می‌گیرند و طراحی از دیرباز جنبهٔ ترسیم و سازماندهی اثر را بر عهده داشته‌است. همچنین «از اواخر سده شانزدهم/دهم ه نوعی طراحی مستقل توسط هنرمندانی چون محمدی و شیخ محمد رایج شد؛ و رضا عباسی آن را کمال بخشید.»

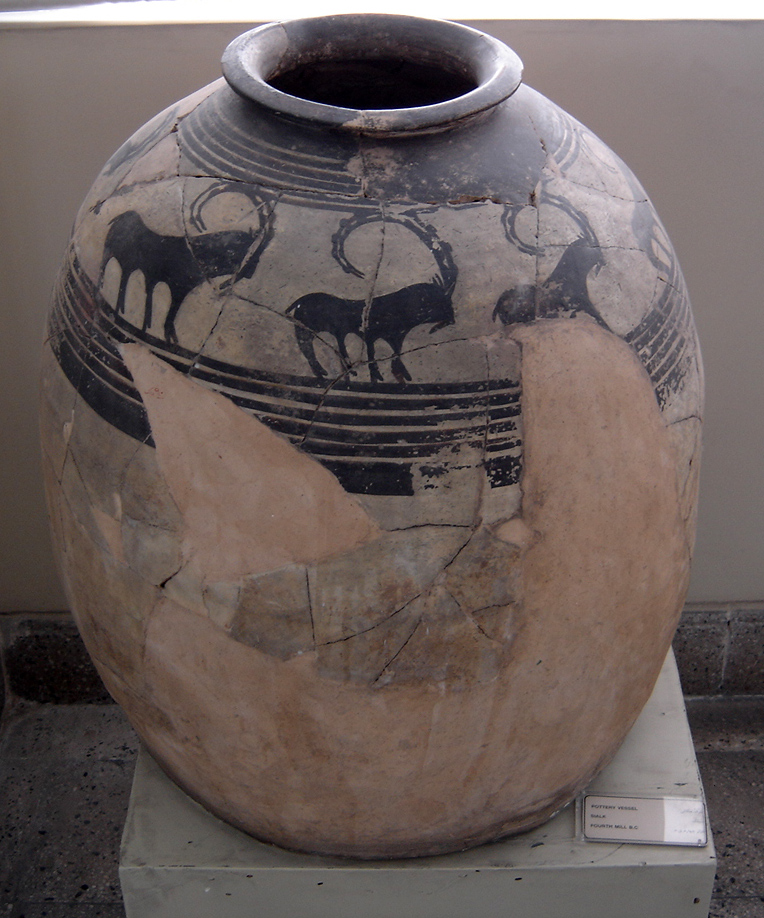
حضور طراحی در ساختار و همچنین تزیین یک سفالینه منقوش، دوره پیشاتاریخ، سیلک، کاشان

## قدیمی‌ترین نمونه‌ها
«طراحی سنتی ایران، اساساً پیش از تاریخ - یعنی پیش از پیدایش خط - شکل گرفته‌است.» از قدیمی‌ترین نمونه‌های بارز طراحی ایرانی می‌توان به آثار باقی‌مانده از کشاورزان ، طراحان دورهٔ نوسنگی اشاره کرد. سفال‌های این عصر، در بیشتر نقاط ایران پراکنده‌اند. «از دوران قبل از تاریخ، در هنر سفال‌گری فلات ایران، تصویری به قدمت خود دنیا ظاهر شده است: تصویری که فضا را به چهار قسمت می‌کند و مرکز آن نقطهٔ محور یک صلیب است. روان‌شناسی به ما آموخته است که این اتم-هسته نخستین طرح روح است از هاویهٔ ظلمت ازلی؛ این طرح را پیاپی در همهٔ تجلیات روح ایرانی می‌بینیم، به خصوص که تشکیل دهندهٔ آن فضای مثالی است که قبل و پس از اسلام، عنصر غالب بر اندیشه و هنر ایرانی بوده‌است... این صورت ازلی باغ - بهشت (فردوس، پردیس از فارسی باستان پئیری-دئزه) است که در طرح‌های متحدالمرکز بعضی بشقاب‌های ساسانی، نقاشی‌ها، باغ‌ها، قالی‌ها، و مسجدهای ایرانی با حیاط مرکزی و چهار ایوان دیده می‌شود.»

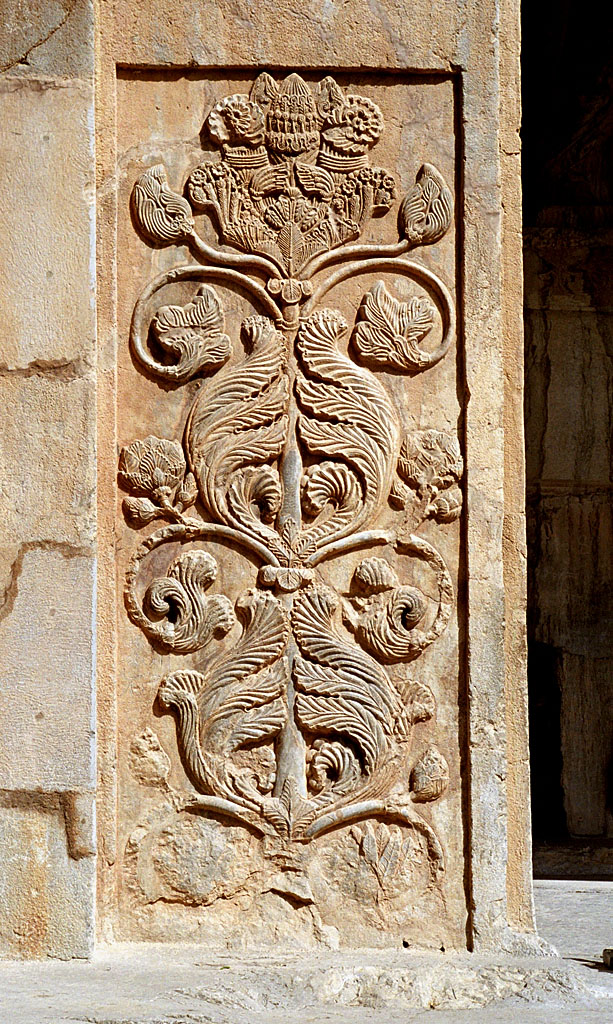
طراحی در بخشی از یک سنگ‌نگاره، دوره ساسانی، طاق بستان، کرمانشاه

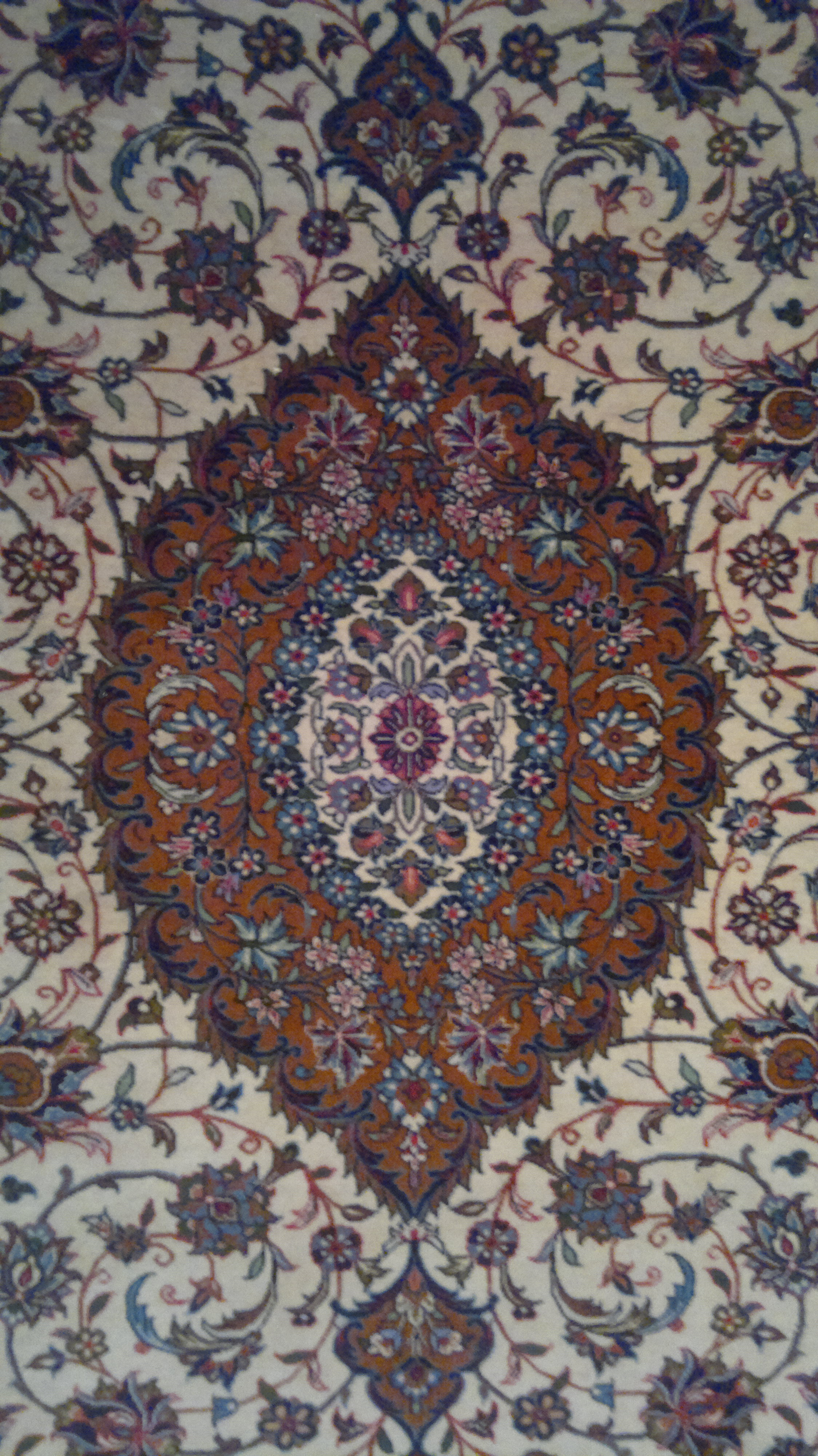
طراحی در بخشی از یک فرش، دوره معاصر

## تعامل با فرهنگ‌های دیگر
دوران اسلامی؛با پیروزی اعراب مسلمان و انقراض امپراتوری ساسانی، دورانی جدید در تاریخ ایران آغاز شد. پس از این، ایران بخشی از جهان اسلام شد و در شکل‌گیری و تحول تمدن اسلامی نقش با اهمیتی را ایفا کرد. طی قرون بعد، اقوام مختلف ترک، مغول و افغان بر این سرزمین تسلط یافتند؛ ولی استحکام سنت‌های فرهنگی ایران چنان بود که هنر ایرانی، ضمن اثرپذیری از تمدن و فرهنگ اسلامی، مسیر تحول خاص خود را پیمود.

## مبانی
«معمولاً مقصود از مبنا، پایه و اساسی است که نه تنها شکل بلکه تا حدی محتوا و ساختار هر پدیده‌ای به آن بستگی دارد... در طراحی سنتی، مبناها یعنی اندیشه‌ها، آئین‌ها، باورها و فلسفه‌ها سنتی هستند، یعنی از قواعد و ضوابط مشخص تاریخی و کهنی استفاده می‌کنند که ما آن‌ها را بخشی از سنت می‌شماریم؛ بنابراین برای شناخت دقیق طراحی سنتی باید هم سنت و هم آن اندیشه‌ها، باورها و غیره را که مبنای این طراحی قرار گرفته‌اند، شناخت.»

## بنیان‌های بصری
طراحی ایرانی را بایستی در هنرهای سنتی و تجسمی ایران سراغ گرفت. آنچه این آثار و تصاویر مختلف از لحاظ سبک، مقیاس، و کارکَرد را در ریشه به هم مربوط می‌کند، عدم رغبت هنرمند ایرانی به تقلید از طبیعت و تأکید او بر بیان مفاهیم ذهنی و نمادین است. از این رو، می‌توان چکیده‌نگاری، تزیین و انتزاع را خصلتهای عام طراحی ایرانی دانست.

## هفت اصل تزئینی
پژوهش‌های اخیر در بازشناسی اصول تزئینی هنر تصویری ایران که بر اساس متون و آثار هنریِ برجای مانده صورت گرفته‌است، اصولی هفت‌گانه را معرفی می‌نماید. «دست کم چهار متن هنری در دست است که از اصول هفتگانهٔ هنر ایران، به ویژه هنر نقاشی، صحبت کرده‌اند. مثنوی‌های آئین اسکندری، روضةالصفات، دوحةالازهار (درخت گل‌ها) سرودهٔ نویدی شیرازی، دیباچهٔ قطب‌الدین محمد قصه‌خوان بر مرقّع شاه تهماسب، گلستان هنر قاضی احمد قمی و قانون الصور صادقی بیک‌افشار از آن جمله‌اند.» این اصول عبارتند از:

اصل اسلیمی:

اصل ختایی:

اصل فرنگی:

اصل فصّالی و نیلوفر:

اصل ابر:

اصل واق:

اصل بند رومی (گره):

## طرح‌ها (نقشه‌ها)
طرح‌های ایرانی (به انگلیسی: Persian Designs/ Iranian Designs). به‌طور کلی، بین طرح و نقشه، تفاوتی نیست اما در واقع این دو با یکدیگر متفاوتند. طرح، نتیجهٔ مراحل برنامه‌ریزی، ترسیم و سازماندهی اثر در فرایند طراحی است اما نقشه، تنها یک دستورالعمل اجرایی از طرح است. با این همه، هنگامی که از نقشه یاد می‌شود، طرح مقصود نظر است. «طراحی ایرانی و سنتی با تعدادی نقشهٔ مشخص شناخته می‌شود. این نقشه‌ها ره‌آورد اسطوره‌ها، آئین‌ها، دین‌ها و باورهای مردم ایران است... اثر نقشه‌های سنتی بر هنر ایرانی چنان است که نوعی جهان‌شناخت هنری با آن ساخته و پرداخته شده‌است.» گلستان، یکی از طرح‌های (نقشه‌های) ایرانی است.

## نقش‌مایه‌ها
نقش‌مایه‌های ایرانی (به انگلیسی: Persian Motifs/ Iranian Motifs). معمولاً با تسامح، اصطلاح نقش‌مایه [بُن‌مایه] را مترادف با نقش یا آرایه می‌پندارند و حتی نگاره، طرح، شکل، تصویر و غیره نیز گاه در همین مفهوم استفاده می‌شوند؛ در حالی که هر یک از این عناوین، تفاوت‌هایی گاه جزئی و گاه اساسی با یکدیگر دارند. نقش‌مایه، عنصر یا ترکیبی از عناصر بصری است که کارمایهٔ ویژهٔ یک ترکیب‌بندی را تشکیل می‌دهد. ترنج، یکی از نقش‌مایه‌های متداول در طراحی ایرانی است.

## آرایه‌ها (نقش‌ها)
آرایه (به انگلیسی: Ornament). هر طرح از اجتماع اعضای کوچکی به نام آرایه شکل می‌گیرد. طراح با توجه به کلیت طرح، ابعاد و شکل آرایه‌ها و نسبت و رابطهٔ بین آن‌ها را به نحوی طراحی می‌کند که از اجتماعِ هماهنگ آن‌ها وحدت و یکپارچگی طرح تأمین شود. گل اناری شاه‌عباسی، یکی از آرایه‌های ایرانی است.

## تفاوت طراحی در خاور دور و ایران
در بحث ذیل، طراحی به منزلهٔ اثر مستقل، یا ترسیم مقدماتی برای نقاشی است و با دیگر قالب‌های هنری کمابیش تفاوت دارد. به‌طور مثال، بحث از ویژگی‌های طراحی در هنر جلدسازی، جواهرسازی و غیره در دو فرهنگ مورد بحث، بررسی تخصصی جداگانه‌ای را می‌طلبد.

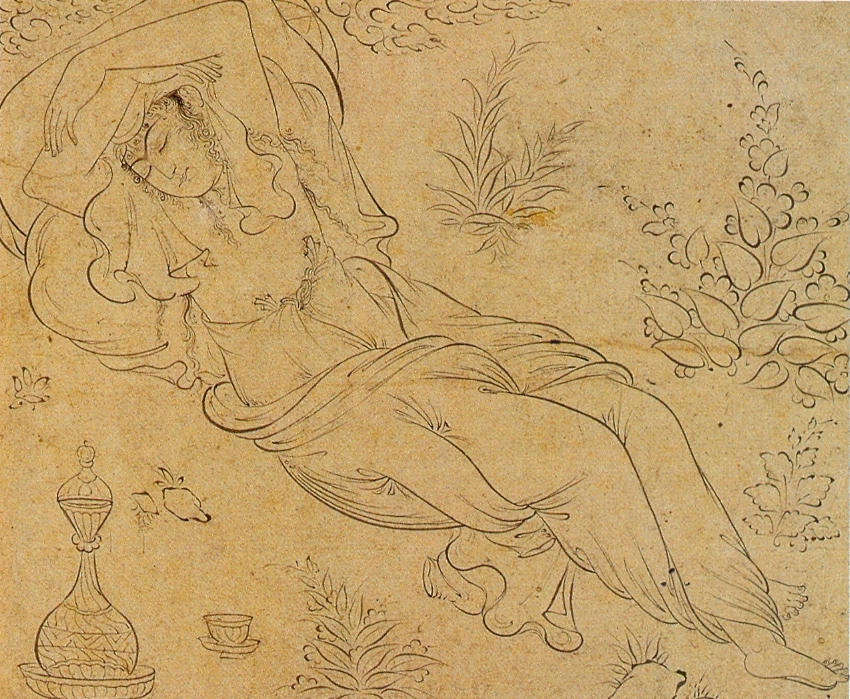
طراحی در یک نگاره مستقل، دوره صفوی، بانوی خفته اثر رضا عباسی

### ابزار
«در خاور دور، تمایزی میان نقاشی و طراحی وجود نداشته؛ و قلم‌مو وسیلهٔ کار در هر دو مورد بوده‌است.» اما «نگارگران ایرانی، ابتدا، خطوط اصلی تصویر را با مداد ترسیم می‌کردند؛ و آن را بیرنگ می‌نامیدند» سپس این طرح را با قلم‌موی ظریفی آماده کرده، بعد با لعاب شفافی آسترکشی نموده و آنگاه رنگ‌آمیزی می‌کردند.

### روش
«طراحان قدیم ایران، شکل‌ها را خیالی نقش می‌کردند... دست طراح ایرانی، به همان شیوه که در خوشنویسی مرسوم است، با ملایمت و حرکت دورانی، قوس‌هایی رسم می‌کند و با گرداندن نوک قلم، ضخامت خط را تغییر می‌دهد. این عمل را در اصطلاح قلم‌گیری می‌نامند. با قلم‌گیری، یا پیچاندن قلم، ضخامت خط را تغییر می‌دهند و تکرار این عمل موجب پیدایش تاریک-روشنی و حجم اجسام می‌شود. برخلاف طراحان خاور دور که با نهایت سرعت طرح می‌کشند، طراحان ایران با آرامی و متانت طراحی می‌کرده‌اند. اختلاف روحیهٔ مردم این دو سرزمین، در طراحی و خطاطی آن‌ها تأثیر کاملی گذاشته است. این کیفیت را در شیوهٔ خطاطی این دو قوم [نیز] می‌توان مشاهده نمود. خطاطان خاور دور، کلمات را آزادانه و با ضربه‌های تند و محکم نقش می‌کنند (عمل آن‌ها شباهت به عمل شمشیربازی دارد)؛ اما خطاطان ایرانی، کاغذ را روی زانو می‌گذارند و با متانت و دقت اجزای کلمه را طرح و به هم متصل می‌کنند.» «یکی از خصوصیات اصلی هنر طراحی مشرق زمین، استفاده از خط منحنی، عدم رعایت حجم و دوری و نزدیکی اشیاء است. نرمی و لطافتی که در رقص خطوط موج‌دار و قوس‌ها وجود دارد، در هنر نقاشی و طراحی کشورهای آسیایی عامل مشترکی است؛ ولی با وجود تشابهی که از این نظر بین نمونه‌های طراحی و نقاشی ملل مشرق زمین موجود است، خصوصیات فردی و جداگانه‌ای، هنر کشورهای مختلف آسیایی را متمایز می‌سازد. این تفاوت‌ها، گاه به دلیل بینش هنرمند و گاه به دلیل وضع محیط و پیروی از سنت‌های باستانی پدید می‌آیند.»